# Демидов Володимир Володимирович
Володимир Володимирович Демидов (нар. 25 травня 1948, Бугульма) — радянський футболіст, який грав на позиції захисника. Відомий за виступами у низці клубів першої та другої ліг СРСР.

## Клубна кар'єра
Володимир Демидов народився в Бугульмі, та розпочав виступи на футбольних полях у місцевій аматорській команді «Нафтовик», яка в 1969 році отримала статус команди майстрів і розпочала виступи в радянському класі «Б». Наступного року Демидов отримав запрошення від найсильнішої команди Татарської АРСР — «Рубіна» з Казані, який грав на той час у першій союзній лізі. У казанській команді Демидов відіграв за два сезони в першій лізі 43 матчі, а після вибуття команди в другу лігу відіграв за «Рубін» ще один сезон і в нижчому дивізіоні. У 1973 році Володимир Демидов став гравцем іншої друголігової команди «Спартак» (Йошкар-Ола). У 1974 році футболіста призвали до лав Радянської Армії. Служив Володимир Демидов спочатку в команді Групи радянських військ у Німеччині, а в 1975 році він перейшов до складу на той час армійської команди другої ліги СК «Луцьк». У першому ж сезоні в новій команді футболіст став бронзовим призером Чемпіонату УРСР з футболу 1975 року. До кінця 1976 року Володимир Демидов виступав за луцький клуб, а після переформування луцького клубу та відновлення команди майстрів львівського СКА він перейшов у відновлений армійський львівський клуб. Протягом 1977 року Демидов грав у СКА, а з 1978 року він стає гравцем іншої команди другої ліги «Авангард» з Ровно. у цій команді футболіст грав протягом трьох років, після чого завершив виступи на футбольних полях.

## Досягнення
- Бронзовий призер Чемпіонату УРСР з футболу 1975, що проводився у рамках турніру в шостій зоні другої ліги СРСР.